# Engrish
Engrish er en uofficiel betegnelse for den sammenblanding af engelsk og asiatiske sprog, der ofte har et utilsigtet morsomt udkomme. Et eksempel er All your base are belong to us.